# Filmografia de Lucy Lawless
Lucy Lawless (Lucille Frances Ryan, 29 de Março de 1968 em Auckland, Nova Zelândia) é uma atriz e cantora neozelandesa. Ainda com quinze anos de idade começou com suas primeiras aparições na televisão e aos vinte anos protagonizou duas temporadas de um programa exibida na Ásia e Oceania. Como atriz, Lawless é mundialmente famosa por seu papel de Xena na série de TV Xena: Warrior Princess.

## Filmografia
Abaixo estão listadas as aprições de Lucy na TV e Cinema.

### Cinema
| Título                        | Papel              | Ano  |
| Bitch Slap                    | Madre superiora    | 2009 |
| Bedtime Stories               | Aspen              | 2008 |
| Football Wives                | Tanya Austin       | 2007 |
| The Darkroom                  | Cheryl             | 2006 |
| Vampire Bats                  | Maddy Rierdon      | 2005 |
| Locusts                       | Maddy Rierdon      | 2005 |
| Boogeyman                     | Mãe do Tim         | 2005 |
| EuroTrip                      | Madame Vandersexxx | 2004 |
| Spider-Man                    | Gótica             | 2002 |
| Peach                         | Peach              | 1995 |
| Hercules and the Amazon Women | Lisya              | 1994 |
| Typhon's People               | Mink Tertius       | 1993 |
| The Rainbow Warrior           | Jane Redmond       | 1992 |
| The End of the Golden Weather | Namorada do Joe    | 1991 |
| A Bitter Son                  | Enfermeira         | 1990 |
| Within the Law                | Verity             | 1990 |

### Televisão
| Título                                 | Papel                                | Ano       | # episódios |
| Ash vs. Evil Dead                      | Ruby                                 | 2015      |             |
| Salem                                  | Countess Palatine Ingrid von Marburg | 2015      |             |
| The Code                               | Alex Wisham                          | 2014      |             |
| Agents of S.H.I.E.L.D.                 | Isabelle Hartley                     | 2014-2015 |             |
| Spartacus: Vengeance                   | Lucretia                             | 2012      |             |
| No Ordinary Family                     | Helen Burton                         | 2011      | 4           |
| Spartacus: Gods of the Arena           | Lucretia                             | 2011      |             |
| Spartacus: Blood and Sand              | Lucretia                             | 2010      |             |
| CSI: Miami                             | Audrey Yates                         | 2008      | 1           |
| Burn Notice                            | Evelyn                               | 2007      | 1           |
| Battlestar Galactica                   | D'Anna Biers                         | 2005-2008 | 15          |
| Veronica Mars                          | Agente Morris                        | 2006      | 1           |
| Xena: The 10th Anniversary Collection  | Xena                                 | 2005      | 1           |
| Two and a Half Men                     | Pamela                               | 2005      | 1           |
| Less Than Perfect                      | Tracy Fletcher                       | 2004      | 1           |
| Tarzan                                 | Kathleen Clayton                     | 2003      | 6           |
| The X-Files                            | Shannon McMahon                      | 2001      | 2           |
| Xena: Warrior Princess                 | Xena                                 | 1995-2001 | 134         |
| Just Shoot Me!                         | Stacy                                | 2001      | 1           |
| Hercules: The Legendary Journeys       | Xena, Lyla                           | 1995-1998 | 8           |
| Hercules & Xena: Wizards of the Screen | Xena                                 | 1997      | 1           |
| High Tide                              | Sharon List                          | 1994-1995 | 2           |
| The Black Stallion                     | Sarah McFee                          | 1993      | 1           |
| The Ray Bradbury Theater               | Liddy Barton                         | 1992      | 1           |
| For the Love of Mike                   | Helen                                | 1991      | 1           |
| Shark in the Park                      | _                                    | 1991      | 1           |
| Funny Business                         | Varios                               | 1989      |             |

### Dubladora
| Título                                          | Papel        | Ano  |
| Justice League: The New Frontier                | Wonder Woman | 2008 |
| Dragonlance: Dragons of Autumn Twilight         | Goldmoon     | 2008 |
| Ginger Snaps                                    | Anunciante   | 2000 |
| Hercules and Xena: The Battle for Mount Olympus | Xena         | 1998 |

### Ela Mesma
| Título                                                  | Ano       |
| Late Show with David Letterman                          | 2008      |
| Curb Your Enthusiasm                                    | 2007      |
| The Late Late Show with Craig Ferguson                  | 2006      |
| Celebrity Duets                                         | 2006      |
| Entertainment Tonight                                   | 1997-2006 |
| Queer Edge with Jack E. Jett & Sandra Bernhard          | 2005      |
| Stadium of Fire: 25th Anniversary                       | 2005      |
| 05 Spaceys                                              | 2005      |
| Xena Warrior Princess: The Final Season                 | 2005      |
| Bro'Town                                                | 2004      |
| Eurotrip: The Making of 'Eurotrip'                      | 2004      |
| New Zealand Idol                                        | 2004      |
| Double Dare                                             | 2004      |
| Warrior Women                                           | 2003      |
| The Wayne Brady Show                                    | 2003      |
| Extra                                                   | 2003      |
| V Graham Norton                                         | 2003      |
| The Bernie Mac Show                                     | 2002      |
| Gladiatrix                                              | 2002      |
| The Tonight Show with Jay Leno                          | 2001      |
| Lucy Lawless: Kiwi Superstar                            | 2001      |
| The Rosie O'Donnell Show                                | 1996-2000 |
| Late Night with Conan O'Brien                           | 1997-2000 |
| In Search of the Lonesome Yodel                         | 2000      |
| The Simpsons                                            | 1999      |
| I'll Make You Happy                                     | 1999      |
| Celebrity Profile                                       | 1999      |
| Howard Stern                                            | 1998      |
| Macy's 21st Annual Fourth of July Fireworks Spectacular | 1997      |
| Something So Right                                      | 1997      |
| 20/20                                                   | 1996      |

### Em outras funções
| Título                 | Função                          | Ano       |
| Xena: Warrior Princess | cantora, agradecimento especial | 1995-2000 |
| Her Iliad              | produtora                       | 2000      |
| Ginger Snaps           | agradecimento especial          | 2000      |

### No arquivo fotográfico
| Título                                        | Papel              | Ano  |
| Saturday Night Live: The Best of Cheri Oteri  | Miss Diamond       | 2004 |
| Saturday Night Live: The Best of Will Ferrell | professora de arte | 2002 |
| Before Stardom                                | Ela mesma          | 2002 |
| The Simpsons                                  | Ela mesma          | 2002 |
| The 52nd Annual Primetime Emmy Awards         | Xena               | 2000 |
| Look Who's Famous Now                         | Ela mesma          | 1999 |
| Hercules: The Legendary Journeys              | Xena               | 1998 |
| Your Studio and You                           | Xena               | 1995 |